# Kiltinan Castle
Kiltinan Castle (irisch Caisleán Chill Teimhneáin) ist ein Landhaus 5 km südöstlich von Fethard im irischen County Tipperary.

## Beschreibung
Das Haus steht auf einer Kalksteinerhebung über dem Fluss Clashawley.
Das Haus selbst ist architektonisch interessant, aber es gibt auch noch ein zinnenbewehrtes Haupteingangstor und ein Taubenhaus aus dem 15. Jahrhundert sowie einen Sheela-na-Gig-Stein und einen Friedhof für Haustiere vom Anfang des 20. Jahrhunderts.

## Geschichte
Kiltinan Castle ist eines der ältesten noch bewohnten Gebäude in Irland. Es wurde im 13. Jahrhundert errichtet.
Das Landhaus hat in seiner Geschichte viele interessante Bewohner gesehen.
Die ersten bekannten Bewohner waren die Mitglieder der Familie Butler, und zwar der Zweig, der den Titel der Barone Dunboyne trug. Das Haus gehörte ihnen bis zum 17. Jahrhundert. Am 13. Februar 1650 wurde Kiltinan Castle im Zuge der Rückeroberung Irlands von Cromwells Truppen angegriffen.
Nach dem Bombardement wurde Kiltinan Castle von der Familie Cooke im 18. und 19. Jahrhundert wesentlich umgebaut.
Erstmals wurde 1918 eine Zucht für Rennpferde in Kiltanan Castle eingerichtet, als Captain F. B. J. de Sales la Terriere, M. F. H. es kaufte. Auch wenn der Captain ein Offizier der British Army war, so war das Haus doch während des irischen Unabhängigkeitskrieges ein sicherer Ort für die IRA und auf Kiltanan Castle waren manchmal britische Offiziere und flüchtige Rebellen zu Gast. Die Gattin des Captains, Joan de Sales la Terriere war eine bekannte Reiterin und Mitglied der “oberen Zehntausend”.
Die Pferdezucht neben dem Landhaus wird heute von der Familie von Andrew Lloyd Webber betrieben.